# Języki autochtoniczne Ameryk
     język keczua
     język guarani
     język ajmara
     język nahuatl
     języki majańskie
     język mapudungun (mapucze)

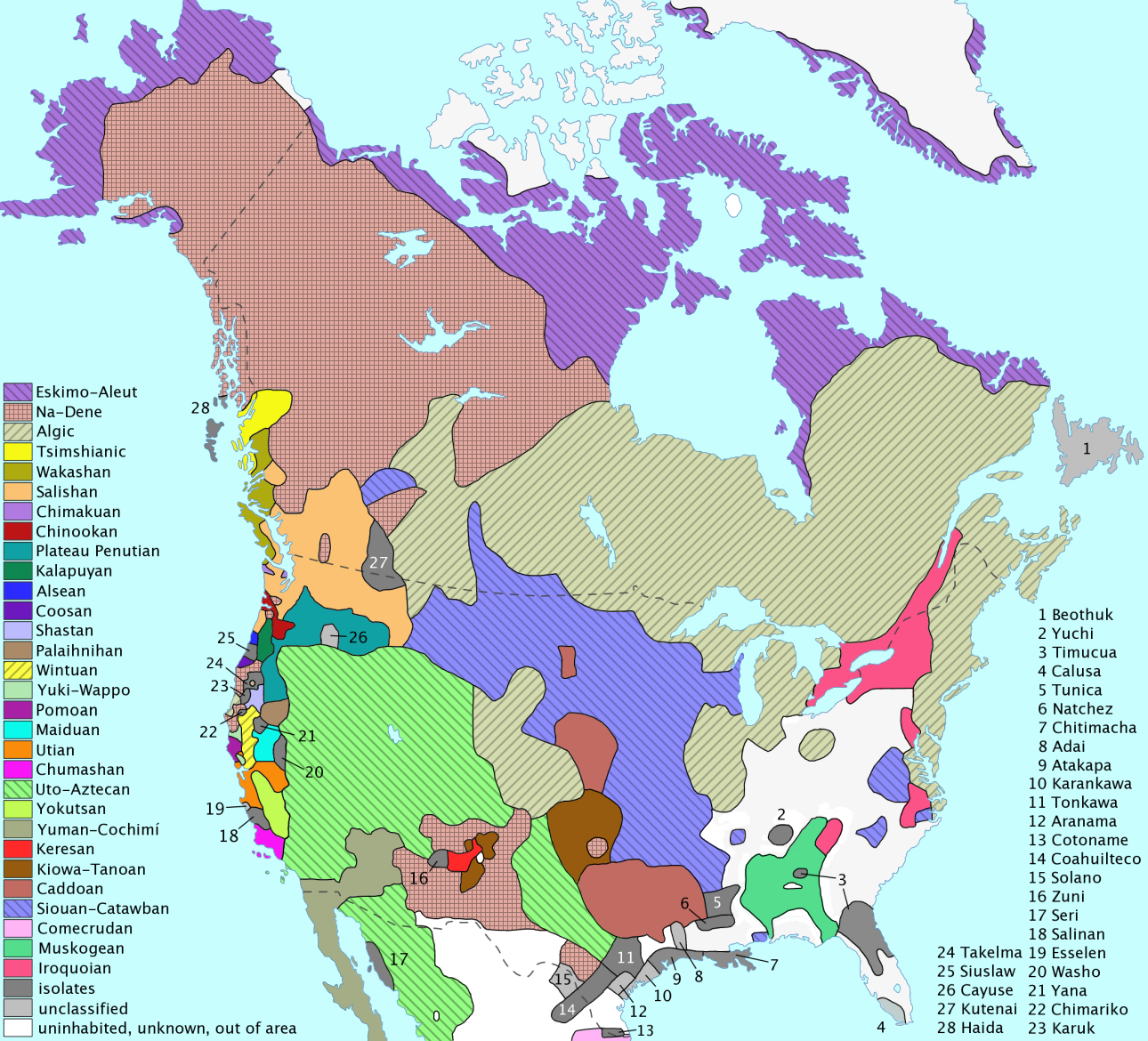
Rozmieszczenie języków w Ameryce Północnej przed przybyciem Europejczyków

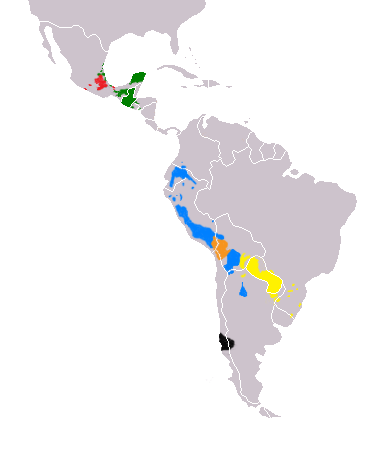
Rozmieszczenie głównych języków indiańskich (pow. 1 mln użytkowników) na początku XXI wieku:
język keczua
język guarani
język ajmara
język nahuatl
języki majańskie
język mapudungun (mapucze)

Grupę języków rdzennej ludności obu Ameryk wydziela się ze względów czysto geograficznych, jak dotąd nie udało się bowiem ustalić ich wzajemnego pokrewieństwa. Grupa ta jest silnie zróżnicowana i w dalszym ciągu, ze względu na słaby stopień poznania wielu należących do niej języków (zwłaszcza tych z obszaru Amazonii), nie ma wśród językoznawców zgody co do ich ostatecznej klasyfikacji. Udało się jednak wydzielić kilka rodzin językowych, co do których aktualnie nie zgłasza się już zastrzeżeń albo które uznawane są przez zdecydowaną większość specjalistów.

## Rodziny językowe
Poniżej podano zestawienie ważniejszych uznawanych przez większość specjalistów rodzin językowych wśród języków autochtoniczych obu Ameryk.
- Ameryka Północna (łącznie ze Środkową)

języki eskimo-aleuckie
języki algijskie
języki algonkiańskie
języki dene-jenisejskie
języki na-dene
języki atapaskańskie
języki muskogejskie (muskogi)
języki makrosiouańskie
języki siouańskie
języki irokeskie
języki kaddo
języki penutiańskie
języki salisz
języki juma
języki wakaskie (wakasz)
języki uto-azteckie
języki majańskie (maja)
języki otomang
- Ameryka Południowa

języki ajmara
języki araukańskie
języki arawackie
języki czibczańskie
języki że
języki karibi
języki keczua
języki mura
języki tupi
języki tupi-guarani
Ponadto wydziela się również ligę języków paleoamerykańskich oraz wiele języków izolowanych.

## Liczba użytkowników
Szacuje się, że językami autochtonicznej ludności obu Ameryk posługuje się dziś od 15 do 20 milionów osób. Wiele języków pierwotnych mieszkańców obu Ameryk wymarło wraz z najazdem ludności europejskiej z powodu wyniszczania bądź asymilacji plemion indiańskich. Współcześnie najliczniej reprezentowane są języki autochtoniczne w Ameryce Południowej: keczua – 11 mln mówiących, guarani – 2 mln, ajmara – 2 mln. Natomiast w Ameryce Północnej najliczniej reprezentowana jest rodzina na-dene – około 350–400 tys. mówiących.